# Нігаду
Нігаду (англ. Nigadoo) — село в Канаді, у провінції Нью-Брансвік, у складі графства Глостер.

## Населення
За даними перепису 2016 року, село нараховувало 963 особи, показавши зростання на 1,2%, порівняно з 2011-м роком. Середня густина населення становила 125,9 осіб/км².
З офіційних мов обидвома одночасно володіли 660 жителів, тільки англійською — 40, тільки французькою — 260. Усього 5 осіб вважали рідною мовою не одну з офіційних.
Працездатне населення становило 51,2% усього населення, рівень безробіття — 11,8%.
Середній дохід на особу становив $37 558 (медіана $29 536), при цьому для чоловіків — $48 603, а для жінок $27 217 (медіани — $36 608 та $22 421 відповідно).
19,3% мешканців мали закінчену шкільну освіту, не мали закінченої шкільної освіти — 27,7%, 53% мали післяшкільну освіту, з яких 19,3% мали диплом бакалавра, або вищий.
| Статево-вікова структура населення | Статево-вікова структура населення | Статево-вікова структура населення | Статево-вікова структура населення | Статево-вікова структура населення |
| ---------------------------------- | ---------------------------------- | ---------------------------------- | ---------------------------------- | ---------------------------------- |
|                                    |                                    |                                    |                                    |                                    |
| Всього                             | Всього                             | 49,2%50,8%                         |                                    |                                    |
| 0 — 14 років                       | 0 — 14 років                       |                                    | 11,5%                              | 11,5%                              |
| 15 — 64 років                      | 15 — 64 років                      |                                    | 66,1%                              | 66,1%                              |
| 65 і більше                        | 65 і більше                        |                                    | 22,4%                              | 22,4%                              |
| 85 і більше                        | 85 і більше                        |                                    | 1%                                 | 1%                                 |
| Середній вік (років)               | Середній вік (років)               | 45,845,9                           | 45,9                               | 45,9                               |
| Медіана (років)                    | Медіана (років)                    | 48,649,4                           | 49,0                               | 49,0                               |
| — чоловіки — жінки                 |                                    |                                    |                                    |                                    |

| Походження мешканців:     | Походження мешканців:     | Походження мешканців: | Походження мешканців: | Походження мешканців: |
| ------------------------- | ------------------------- | --------------------- | --------------------- | --------------------- |
| Походження                |                           |                       | осіб                  | %                     |
| Корінні американці        | Корінні американці        |                       | 45                    | 4.69%                 |
| Інше північноамериканське | Інше північноамериканське |                       | 805                   | 83.85%                |
| Європейське               | Європейське               |                       | 240                   | 25%                   |
| британське                | британське                |                       | 75                    | 7.81%                 |
| французьке                | французьке                |                       | 195                   | 20.31%                |

## Клімат
Середня річна температура становить 4°C, середня максимальна – 22,1°C, а середня мінімальна – -17,1°C. Середня річна кількість опадів – 1 042 мм.
| Клімат поселення                              | Клімат поселення | Клімат поселення | Клімат поселення | Клімат поселення | Клімат поселення | Клімат поселення | Клімат поселення | Клімат поселення | Клімат поселення | Клімат поселення | Клімат поселення | Клімат поселення | Клімат поселення |
| Показник                                      | Січ.             | Лют.             | Бер.             | Квіт.            | Трав.            | Черв.            | Лип.             | Серп.            | Вер.             | Жовт.            | Лист.            | Груд.            |                  |
| Середній максимум, °C                         | −5,07            | −3,96            | 1,61             | 7,96             | 14,78            | 20,51            | 22,06            | 21,37            | 16,27            | 10,36            | 4,29             | −3,42            |                  |
| Середня температура, °C                       | −11,07           | −9,97            | −4,38            | 1,97             | 8,79             | 14,50            | 18,31            | 17,65            | 12,54            | 6,62             | 0,54             | −7,16            |                  |
| Середній мінімум, °C                          | −17,09           | −15,97           | −10,39           | −4,04            | 2,78             | 8,51             | 14,56            | 13,89            | 8,79             | 2,87             | −3,19            | −10,9            |                  |
| Норма опадів, мм                              | 86               | 63               | 76               | 78               | 88               | 86               | 99               | 102              | 80               | 95               | 96               | 93               |                  |
| Середньомісячна швидкість вітру, м/с          | 4.72             | 4.64             | 4.56             | 4.32             | 4.03             | 3.70             | 3.34             | 3.39             | 3.70             | 4.19             | 4.42             | 4.66             |                  |
| Середньомісячна сонячна радіація, кДж/м²·день | 5047             | 8555             | 12402            | 15578            | 18486            | 20240            | 19634            | 17283            | 12619            | 7863             | 4645             | 3655             |                  |
| --------------------------------------------- | ---------------- | ---------------- | ---------------- | ---------------- | ---------------- | ---------------- | ---------------- | ---------------- | ---------------- | ---------------- | ---------------- | ---------------- | ---------------- |
| Джерело:                                      |                  |                  |                  |                  |                  |                  |                  |                  |                  |                  |                  |                  |                  |